# Xerospermophilus tereticaudus
Xerospermophilus tereticaudus là một loài động vật có vú trong họ Sóc, bộ Gặm nhấm. Loài này được Baird mô tả năm 1858.

## Hình ảnh

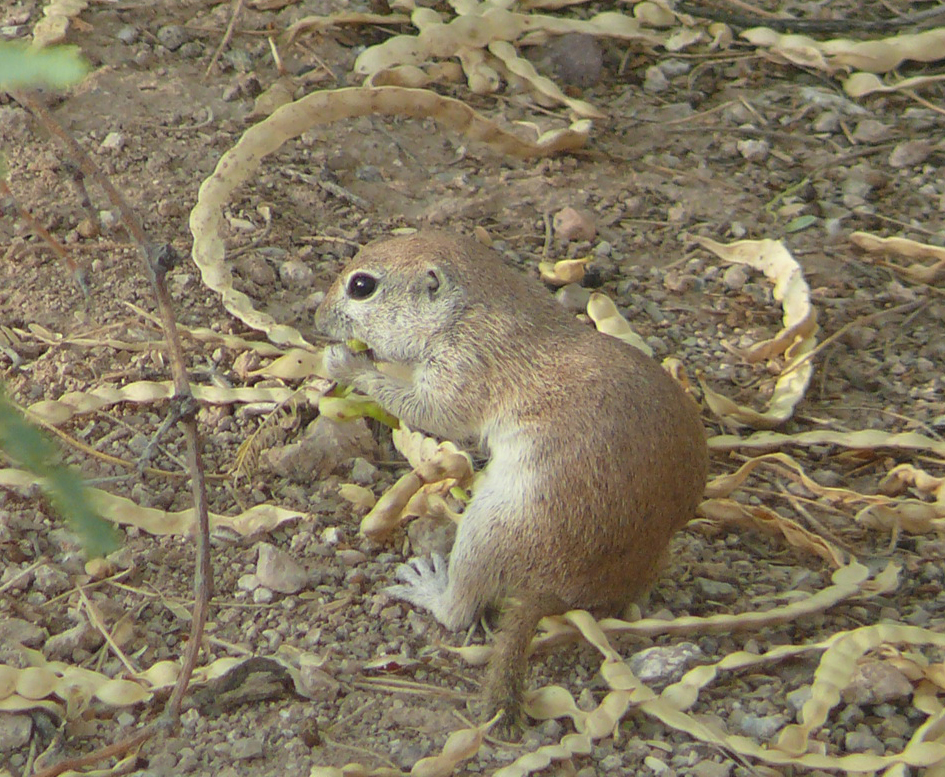
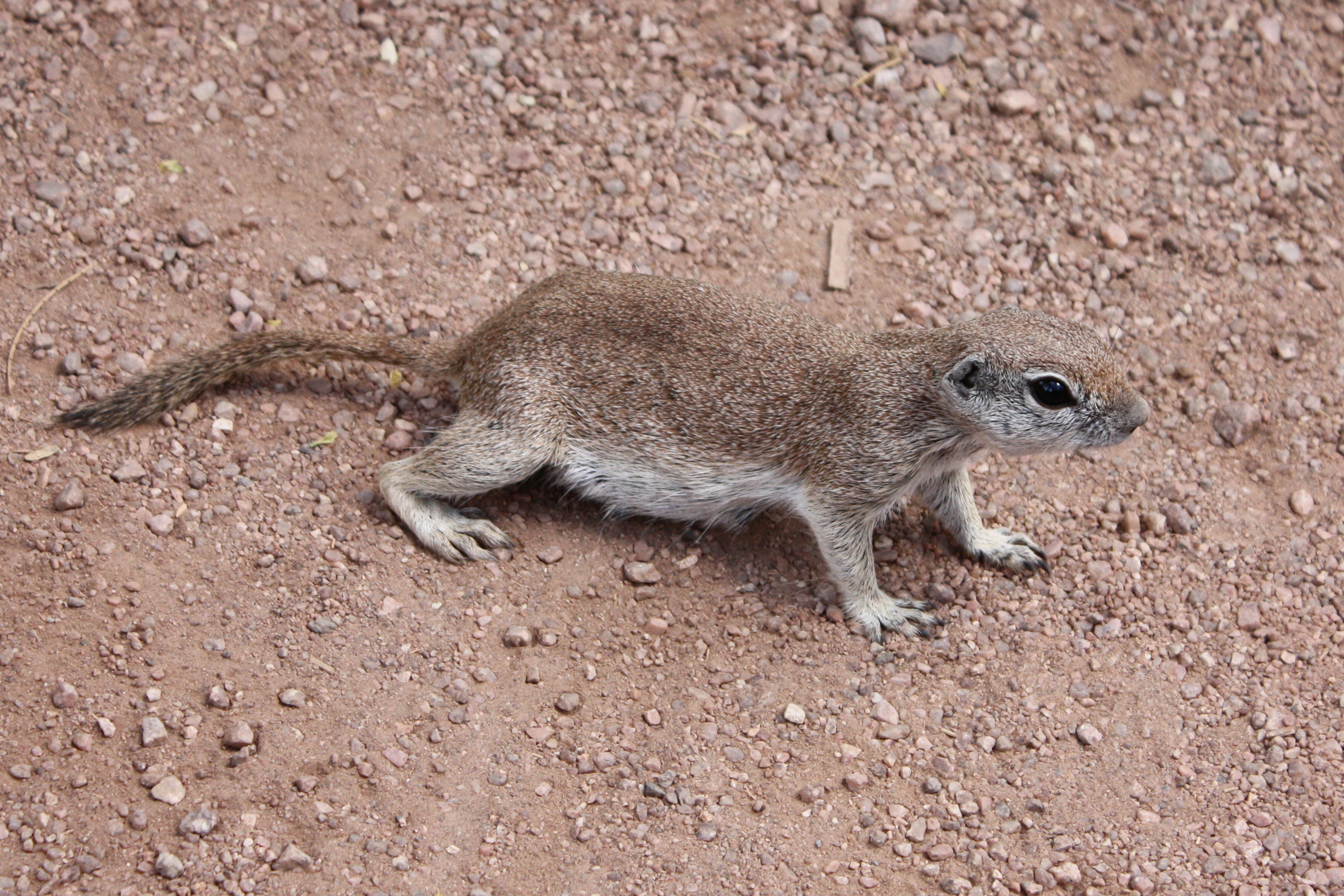
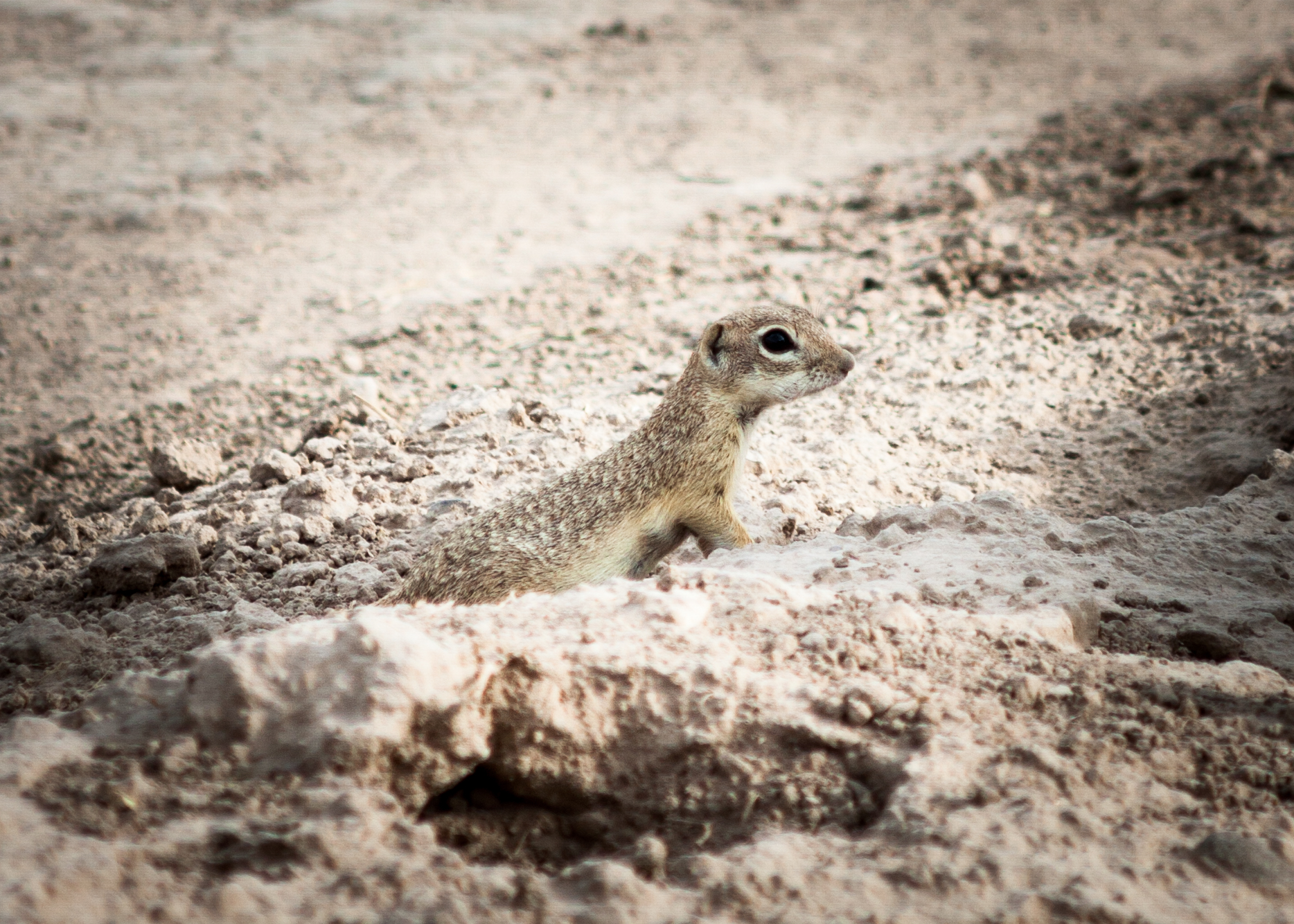
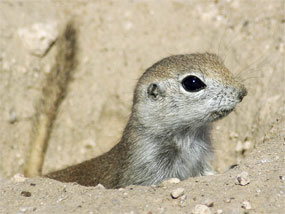